# Mike Zinzen
Mike Zinzen (* 1932 in Antwerpen; † 6. August 2013) war ein belgischer Jazz-Altsaxophonist und Clubbesitzer.

## Leben und Wirken
Zinzen begann mit 17 Jahren Saxophon zu spielen; als Leiter der Band The Skylarks spielte er zunächst im Dixieland-Stil, bevor er nach Entdeckung der Musik Charlie Parkers zum Bebop wechselte. In Antwerpen eröffnete er den Jazzclub Gard Sivik, dem nach einem Aufenthalt in Barcelona weitere Gründungen folgten. In der Ära des Free Jazz spielte er mit einem Trio Musik von Ornette Coleman, daneben eigene Kompositionen und freie Improvisationen. Ende der 1970er-Jahre gründete er mit dem Tubistin und Sängerin Patricia Beysens die Formation Jazz Combine, mit der um 1980 drei LPs entstanden. Zinzen war außerdem Solist im BRT Jazzorkest und fungierte als Programmleiter des Antwerpener Jazzclubs De Muze. Mit seinem Quartett nahm er das Album My Romance (Mercy Records) auf, gefolgt von Flashes and Crashes (1994), mit Wout Hendriks, Henk de Laat und Kris Duerinckx. 2009 erschien noch das Soloalbum Mike Zinzen solo.